# Chrotoma
Chrotoma is een kevergeslacht uit de familie van de boktorren (Cerambycidae). De wetenschappelijke naam van het geslacht werd voor het eerst geldig gepubliceerd in 1891 door Casey.

## Soorten
Chrotoma is monotypisch en omvat slechts de volgende soort:
- Chrotoma dunniana Casey, 1891